# Get Inside
Get Inside to pierwszy singiel wydany przez amerykański zespół Stone Sour. Singiel został wydany w 2002 r.

## Lista utworów
1. "Get Inside" - 3:13
2. "Get Inside" (Rough Mix) - 3:15